# Geert-Jan Derksen
Gerardus Johannes Antonius (Geert-Jan) Derksen (Didam, 2 mei 1975) is een Nederlandse roeier. Hij nam tweemaal deel aan de Olympische Spelen en won hierbij in totaal één zilveren medaille.
In 2000 maakte Derksen op de Olympische Spelen van Sydney onderdeel uit van de Holland Acht. Met zijn teamgenoten finishte hij op een achtste plaats in een tijd van 5:36.63. Vier jaar later was een tijd van 5:43.75 voldoende voor een zilveren medaille. Het goud werd ging naar het Amerikaanse roeiteam, dat in 5:42.48 over de finish kwam.
Hij is lid van de Amsterdamse roeivereniging Okeanos.

## Palmares

### roeien (acht met stuurman)
- 1998: 6e Wereldbeker II - 5:36.55
- 1998: 9e Wereldbeker III - 5:51.07
- 1999: 4e Wereldbeker I - 5:46.49
- 1999:  Wereldbeker III - 5:26.58
- 1999: 5e WK - 6:10.54
- 2000: 8e Wereldbeker III - 5:42.29
- 2000: 8e OS - 5:36.63
- 2001: 7e Wereldbeker II - 5:54.96
- 2001: 6e Wereldbeker IV - 6:03.32
- 2001: 10e WK - 5:38.24
- 2002: 4e Wereldbeker II - 6:16.41
- 2002: 5e Wereldbeker III - 6:19.70
- 2003: 4e Wereldbeker III - 5:33.83
- 2003: 13e WK - 5:36.44
- 2004: 4e Wereldbeker I - 5:32.47
- 2004:  Wereldbeker II - 5:54.33
- 2004:  OS - 5:43.75

Geert Cirkel · 
Geert-Jan Derksen · 
Gerritjan Eggenkamp · 
Gijs Kind · 
Adri Middag · 
Peter van der Noort · 
Nico Rienks · 
Niels van der Zwan · 
Merijn van Oijen (stuurman)
Michiel Bartman · 
Geert-Jan Derksen · 
Gerritjan Eggenkamp · 
Jan-Willem Gabriëls · 
Daniël Mensch · 
Diederik Simon · 
Matthijs Vellenga · 
Gijs Vermeulen · 
Chun Wei Cheung (stuurman)